# Jabba the Hutt
Jabba the Hutt è un personaggio immaginario della saga fantascientifica di George Lucas Guerre stellari: è raffigurato come un grosso extraterrestre simile a una lumaca, dotato di braccia antropomorfe, privo di arti inferiori e con una lunga coda. È apparso per la prima volta ne Il ritorno dello Jedi (1983), anche se è menzionato sia in Guerre stellari (1977) sia ne L'Impero colpisce ancora (1980), e una scena precedentemente eliminata che include il personaggio venne aggiunta alla riedizione del 1997 di Guerre stellari e nelle edizioni home video successive. Ne Il ritorno dello Jedi fu realizzato tramite un grande pupazzo in lattice, controllato da una troupe di burattinai, mentre nei film successivi e nelle nuove sequenze introdotte nella trilogia originale si usò la computer grafica.
Il ruolo del personaggio è principalmente antagonistico: egli è infatti un gangster hutt di circa 600 anni, che utilizza un vasto seguito di criminali, cacciatori di taglie, contrabbandieri, assassini e guardie del corpo per gestire il suo impero criminale. Nel suo palazzo sul pianeta desertico Tatooine tiene a sua disposizione molti intrattenitori, schiavi, droidi e creature aliene. Jabba ha un bieco senso dell'umorismo, una risata bellicosa, un insaziabile appetito e una propensione per il gioco d'azzardo, le schiave e la tortura.
Il personaggio fu inserito nella campagna di merchandising di Guerre stellari durante l'uscita de Il ritorno dello Jedi. Oltre ai film, Jabba the Hutt appare in romanzi e fumetti dell'Universo espanso e a volte viene citato con il suo nome completo, Jabba Desilijic Tiure, mentre in italiano è stato chiamato anche Jabba de' Hutt. L'immagine di Jabba ha giocato fin dall'inizio un ruolo influente nella cultura di massa, soprattutto negli Stati Uniti: il suo nome viene utilizzato come espediente letterario satirico e caricatura politica per evidenziare qualità negative come l'obesità e la corruzione.

## Caratterizzazione
Secondo il critico cinematografico Murray Pomerance, Jabba esemplifica la lussuria, l'avarizia e la gola. Il personaggio è conosciuto nell'universo di Guerre stellari come un malvagio bandito che si diverte a torturare e umiliare i suoi subordinati e i suoi nemici; si circonda inoltre di schiave di tutte le razze, incatenandole al suo palco e costringendole a soddisfarlo e a sottostare ai suoi umori: ad esempio, ne Il ritorno dello Jedi, la ballerina Oola viene gettata in pasto a un rancor perché si rifiuta di assecondare i suoi capricci.
L'aspetto fisico di Jabba the Hutt è grottesco tanto quanto il suo personaggio e rinforza la sua personalità di pervertito criminale. Come lo definisce Ian Solo ne Il ritorno dello Jedi, Jabba è una "disgustosa massa putrescente verminosa". Il critico cinematografico Roger Ebert lo descrive come "un incrocio tra un rospo e il gatto del Cheshire". A tal proposito è stata notata la somiglianza del nome "Jabba" al termine slavo žaba, che significa "rospo". L'astrofisica e scrittrice di fantascienza Jeanne Cavelos attribuisce a Jabba il "premio per l'alieno più disgustoso". Gli autori di fantascienza Tom e Martha Veitch scrivono che il corpo di Jabba è un "ammasso miasmatico" di carne che oscilla quando ride. Emette un odore inconfondibile: "il corpo lardoso dell'hutt sembrava secernere periodicamente uno scarico di grasso, inviando nuove ondate di puzza di marcio" nell'aria. La sua gonfia lingua gronda saliva mentre egli si nutre di creature che assomigliano a rane e vermi. L'appetito di Jabba è insaziabile e la sua dieta è alquanto indiscriminata: per esempio il suo giullare, la lucertola-scimmia kowakiana Salacious Crumb, deve far ridere il gangster hutt almeno una volta al giorno, altrimenti Jabba lo mangerà.
Tuttavia, Jabba the Hutt mostra anche rari momenti di carità. In una storia dell'Universo espanso impedisce a un chevin di nome Ephant Mon di morire congelato su un pianeta ghiacciato coprendolo con i suoi gonfi strati di grasso; i due vengono salvati ed Ephant Mon diviene un leale servitore dello hutt. Inoltre, in Star Wars: The Clone Wars, Jabba sembra avere un affetto genuino e sincero per suo figlio Rotta, da lui soprannominato "Fagottino", ed è preoccupato per il suo rapimento e arrabbiato per la sua presunta morte.

## Creazione e sviluppo
L'aspetto di Jabba the Hutt subì diverse modifiche fra le differenti versioni dei film. Il cambiamento nella sua ideazione da una creatura pelosa a una lumaca e da un pupazzo alla CGI rappresentano due dei cambiamenti più notevoli del personaggio nel processo d'ideazione e creazione.

### Guerre stellari

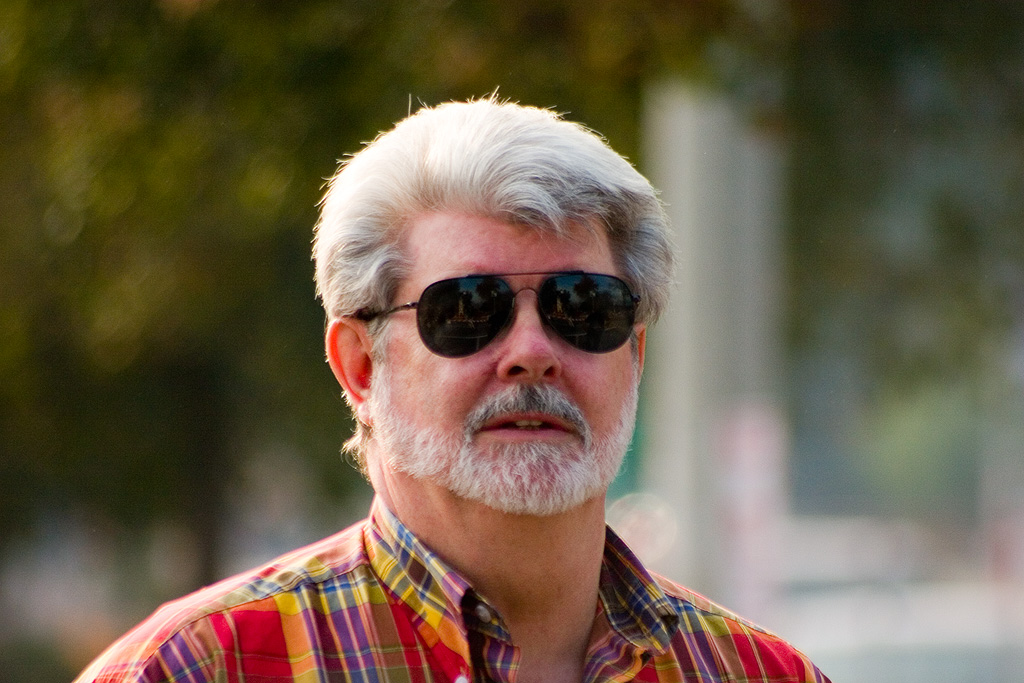
George Lucas

La sceneggiatura originale di Guerre stellari descrive Jabba come una "creatura grassa, simile a una lumaca, con occhi su antenne estensibili e un'enorme brutta bocca", ma Lucas dichiarò in un'intervista che il personaggio iniziale che aveva in mente era più peloso e assomigliava a uno wookiee. Quando nel 1976 fu girata la scena fra Ian Solo e Jabba, Lucas usò l'attore nordirlandese Declan Mulholland come controfigura e gli fece leggere le battute di Jabba vestendo un ispido abito marrone; Lucas voleva poi rimpiazzare Mulholland in post-produzione con una creatura in passo uno. La scena avrebbe collegato Guerre stellari a Il ritorno dello Jedi e spiegato perché Ian Solo era stato imprigionato alla fine de L'Impero colpisce ancora. Tuttavia Lucas decise di escludere la scena dal montaggio finale per limiti di budget e di tempo e perché sentiva che non aggiungeva granché alla trama del film.
Lucas rivisitò la scena nell'edizione speciale del 1997 di Guerre stellari, reinserendo la sequenza e sostituendo Mulholland con una versione CGI di Jabba the Hutt e i dialoghi in inglese con l'huttese, una lingua artificiale inventata dal sound designer Ben Burtt. Joe Letteri, il supervisore agli effetti visivi per l'edizione speciale, spiegò che il fine ultimo della scena era di farla sembrare come se Jabba the Hutt fosse veramente sul set parlando e recitando con Harrison Ford e che i tecnici lo avessero semplicemente fotografato. Letteri dichiarò che la nuova scena consisteva in cinque riprese che ebbero bisogno di oltre un anno per essere completate. La scena fu perfezionata ulteriormente per la distribuzione in DVD del 2004, migliorando l'aspetto di Jabba con i progressi nelle tecniche di CGI, anche se nessuna versione appare esattamente come il pupazzo originale di Jabba the Hutt.
A un certo punto della scena originale Ford cammina dietro Mulholland, ma questo divenne un problema quando si aggiunse il Jabba in CGI, dal momento che la sua coda interferiva con il tragitto di Ian; alla fine, la questione fu risolta facendo calpestare a Ian la coda di Jabba e provocando all'hutt un gemito di dolore.
Lucas confessò che le persone rimasero deluse dall'aspetto del Jabba in CGI, lamentando che il personaggio "sembrava falso". Lucas respinse questa affermazione, sostenendo che se un personaggio è ritratto come un pupazzo o in CGI sarà sempre "falso" in quanto il personaggio non è reale; disse poi che non vedeva alcuna differenza tra un pupazzo di lattice e uno generato al computer.

### Episodio VI - Il ritorno dello Jedi
Lucas basò la CGI su come il personaggio era originariamente apparso ne Il ritorno dello Jedi. In questo film Jabba the Hutt è un'immensa, sedentaria creatura simile a una lumaca, disegnata dal reparto creature della Industrial Light & Magic di Lucas. Il consulente di design Ralph McQuarrie dichiarò: "Nei miei disegni Jabba era enorme, agile, una sorta di figura simile a una scimmia. Ma poi il design andò verso un'altra direzione e Jabba divenne una creatura più simile a un verme". Secondo il documentario del 1985 From Star Wars to Jedi, Lucas respinse i bozzetti iniziali del personaggio: in uno Jabba sembrava troppo umano – quasi come Fu Manchu – mentre in un altro troppo simile a una lumaca. Lucas alla fine scelse un design che era un ibrido fra i due, traendo ulteriore ispirazione da un disegno di O'Galop che era una prima rappresentazione dell'omino Michelin. Il costumista de Il ritorno dello Jedi Nilo Rodis-Jamero commentò:
Disegnato dall'artista degli effetti visivi Joe Johnston e dal supervisore del design delle creature Phil Tippett, Jabba the Hutt era ispirato all'anatomia di diverse specie animali: la struttura del suo corpo e i processi riproduttivi sono basati sugli anellidi, animali ermafroditi privi di peli e di scheletro; la testa fu modellata basandosi su quella di un serpente, completa di occhi a patata con le pupille a fessura e una bocca larga abbastanza da ingoiare una grossa preda; la sua pelle venne resa umida, una caratteristica tipica degli anfibi. Il design di Jabba rimase lo stesso per quasi tutti i membri della specie hutt nelle successive storie di Guerre stellari.
Ne Il ritorno dello Jedi Jabba è interpretato da un pupazzo in lattice, argilla e polistirolo di oltre cinque metri per quasi una tonnellata di peso, rendendolo uno dei più grandi mai usati nella storia del cinema. Il suo assemblaggio richiese al truccatore Stuart Freeborn e alla sua troupe quasi sei mesi di tempo e mezzo milione di dollari, considerato che il pupazzo era così grosso che il forno agli Elstree Studios non riusciva a contenerlo e si dovette adibire una sala supplementare per colare e formare lo stampo. Il pupazzo, cavo al suo interno, era azionato da tre burattinai: David Alan Barclay, Toby Philpott e Mike Edmonds, che facevano parte del gruppo che creava e manovrava i Muppet. Barclay muoveva il braccio destro e la bocca e leggeva i dialoghi in inglese del personaggio, mentre Philpott controllava il braccio sinistro, la testa e la lingua; il nano Edmonds, invece, era responsabile dei movimenti della coda di Jabba. Gli occhi e le espressioni facciali erano infine manovrati dall'esterno tramite radiocomando.
Lucas espresse disappunto per l'aspetto e l'immobilità del pupazzo, lamentandosi che esso doveva essere spostato in giro per il set per filmare diverse scene. Nel commento all'edizione speciale in DVD de Il ritorno dello Jedi, Lucas fa notare che se la tecnologia fosse stata disponibile nel 1983, Jabba the Hutt sarebbe stato fin da subito un personaggio in CGI simile a quello che appare nella scena dell'edizione speciale di Una nuova speranza. Secondo lo storico cinematografico Laurent Bouzereau, la morte di Jabba the Hutt è stata suggerita dallo sceneggiatore Lawrence Kasdan, e Lucas decise quindi che sarebbe stata Leila a strangolarlo con le proprie catene, ispirandosi a una scena de Il padrino dove un personaggio obeso chiamato Luca Brasi viene garrotato da un assassino.
Jabba the Hutt parla solo huttese nel film, ma le sue battute sono sottotitolate in inglese. La sua voce e i dialoghi in huttese sono interpretati dall'attore Larry Ward. La sua voce fu resa più pesante ed espansa abbassandola di un'ottava e facendola passare attraverso un generatore sub-armonico. Fu registrata una traccia audio per accompagnare il movimento delle braccia e della bocca, e gli effetti sonori furono creati passando una mano in un piatto di formaggio e raschiando con uno straccio sporco di fango l'interno di un bidone della spazzatura.
Il tema musicale di Jabba, composto da John Williams, è suonato da una tuba. La redazione di Filmtracks.com ha commentato a tal proposito: "Fra le nuove idee tematiche c'è il bel brano di tuba di Jabba the Hutt (suonato lungo le linee politicamente scorrette della tuba, che rappresenta l'obesità)". Successivamente Williams trasformò il tema in un pezzo sinfonico eseguito dalla Boston Pops Orchestra, con un assolo di tuba di Chester Schmitz. Il ruolo del brano nel cinema e nella cultura popolare è diventato oggetto di studi di musicologi, come Gerald Sloan che afferma che il pezzo di Williams "amalgama il mostruoso e il lirico".

### Doppiatori
La voce di Jabba in Star Wars: The Clone Wars e nella serie TV omonima è del doppiatore statunitense Kevin Michael Richardson, che lo interpreta anche nel videogioco Disney Infinity 3.0. Nei videogiochi Star Wars Episode I: The Phantom Menace, Star Wars: Demolition, Star Wars Racer Revenge e Star Wars: Bounty Hunter Jabba è doppiato da Clint Bajakian, in Star Wars: Il potere della Forza da David W. Collins e in Kinect Star Wars da Will Beckman.

## Apparizioni
Jabba the Hutt appare in tre dei nove film live action di Guerre stellari, in Star Wars: The Clone Wars e nell'omonima serie TV. Ha un ruolo ricorrente nella letteratura dell'Universo espanso ed è il protagonista del comic book antologico Jabba de' Hutt: L'arte del commercio (1998), una raccolta di fumetti pubblicati originariamente nel 1995 e 1996.

### Film

#### Il ritorno dello Jedi

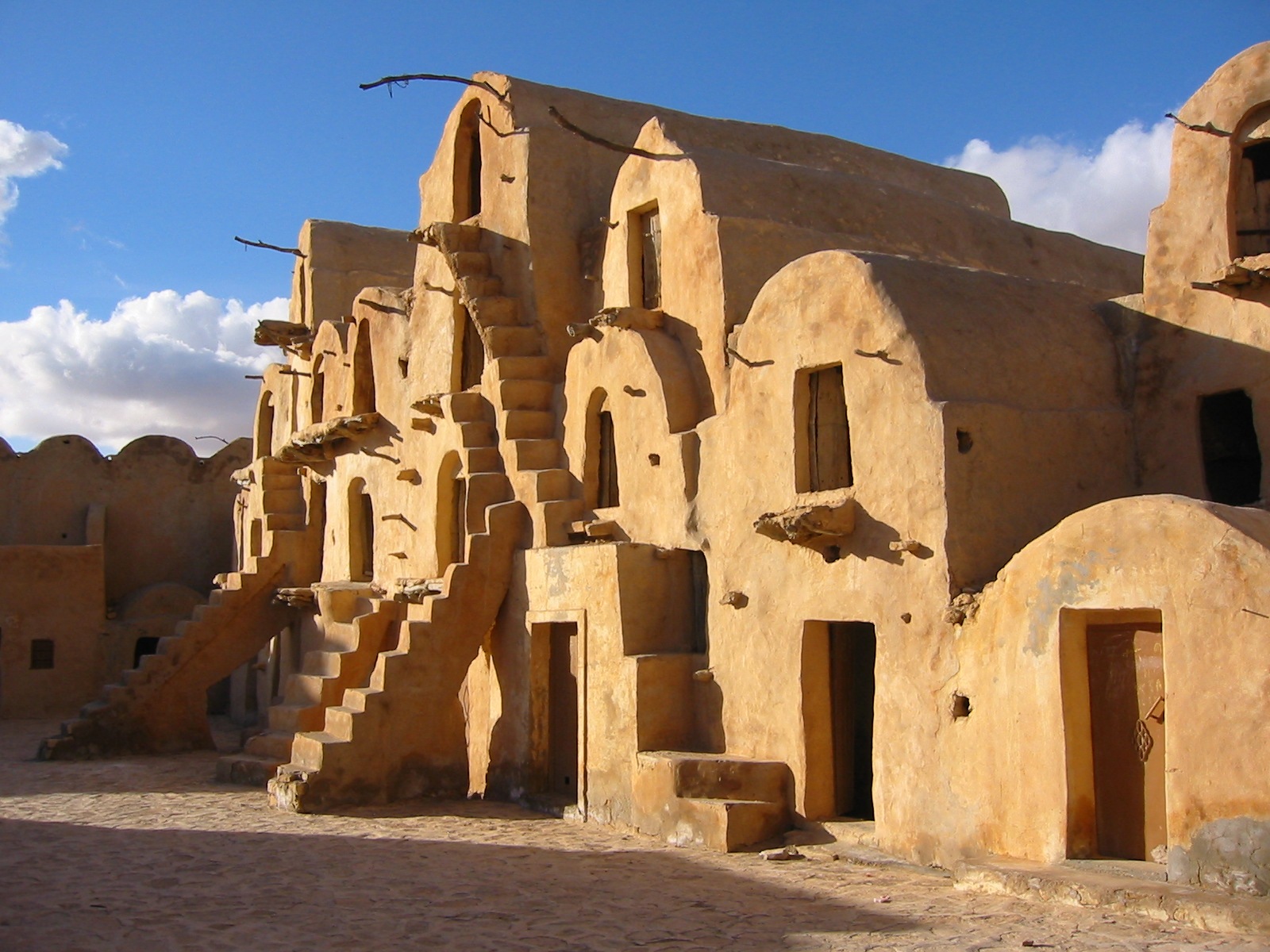
Nella finzione cinematografica, uno scorcio di Tatooine, epicentro dell'impero criminale di Jabba (nella realtà, la location si trova in Tunisia)

Jabba viene menzionato per la prima volta in Guerre stellari (1977), ma appare sullo schermo nel 1983 con il terzo capitolo della trilogia originale di Guerre stellari, Il ritorno dello Jedi. Diretto da Richard Marquand e scritto da Lawrence Kasdan e George Lucas, il primo atto de Il ritorno dello Jedi rappresenta i tentativi della Principessa Leila, dello wookiee Chewbecca e del Jedi Luke Skywalker di salvare il loro amico Ian Solo, che era stato imprigionato nella grafite negli eventi del film precedente, L'Impero colpisce ancora.
Il corpo ibernato di Ian viene consegnato a Jabba da Boba Fett e viene esposto nella sala del trono del signore del crimine. Lando Calrissian, i droidi C-3PO e R2-D2, Leila e Chewbecca si infiltrano nella residenza di Jabba, ma poco dopo che Leila stessa venga catturata, trattenuta come schiava dallo hutt e costretta a indossare un bikini metallico, Luke arriva al palazzo per negoziare la vita di Ian Solo. Luke viene quindi gettato nella fossa del mostruoso rancor, situata sotto la sala del trono: dopo che Luke uccide la bestia, Jabba lo condanna, insieme a Ian e Chewbecca, a una lenta morte nella pancia del sarlacc, una grande creatura aliena nel Mare delle Dune di Tatooine. L'esecuzione si trasforma in un combattimento quando Luke sfugge alla morte con l'aiuto di R2-D2 e riesce a sconfiggere le guardie di Jabba. Durante la confusione seguente, Leila strangola lo hutt con le sue catene da schiava; Luke, Leila, i due droidi, Lando, Ian Solo e Chewbecca riescono quindi a fuggire poco prima che il veliero di Jabba esploda, uccidendo tutti i suoi occupanti.

#### Guerre stellari(edizione 1997)
La seconda apparizione cinematografica di Jabba the Hutt avvenne nell'edizione speciale di Guerre stellari distribuita nel 1997 per il 20º anniversario del film. Ian Solo ha un confronto nella cantina di Mos Eisley con il cacciatore di taglie alieno Greedo, che termina con la morte di quest'ultimo. Secondo Greedo, Jabba "non ha bisogno di contrabbandieri che abbandonano le loro spedizioni al primo segno di un incrociatore imperiale": Jabba aveva assunto Ian per contrabbandare spezie illegali da Kessel, ma Ian era stato costretto ad abbandonare il carico quando una squadra di ricerca imperiale era salita a bordo del Millennium Falcon, la sua nave. Greedo rivela a Ian che per questo Jabba ha messo una taglia sulla sua testa. Subito dopo la morte di Greedo, Ian Solo torna all'hangar dove si trovava la sua nave e lì trova Jabba e il suo seguito di cacciatori di taglie; Ian promette di ricompensare Jabba appena riceverà il pagamento per trasportare fino ad Alderaan Obi-Wan Kenobi, Luke Skywalker, R2-D2 e C-3PO. Jabba avvisa Ian che se non pagherà presto, metterà sulla sua testa una taglia enorme, a sua detta "così grossa da non potersi avvicinare a nessun sistema civilizzato". Tuttavia, Ian si unisce poi all'Alleanza Ribelle e non salda il suo debito, che ha ormai raggiunto la cifra, comprensiva d'interessi, di 224 190 crediti.

#### La minaccia fantasma
Jabba the Hutt fa la sua terza apparizione cinematografica nel prequel del 1999 Star Wars: Episodio I - La minaccia fantasma, dove il personaggio fa sostanzialmente un cameo e ha poco a che vedere con la trama del film: durante la corsa degli sgusci Boonta Eve Classic a Mos Espa su Tatooine, in cui il piccolo Anakin Skywalker conquista la sua libertà, Jabba the Hutt appare nella sua tribuna accompagnato da Gardulla the Hutt e dal suo maggiordomo twi'lek Bib Fortuna. Pur essendo il presentatore della gara, Jabba ne è totalmente disinteressato e addirittura si assopisce, non vedendone la conclusione. Nella versione videoludica, Jabba ha un ruolo più ampio rispetto al film. Qui-Gon Jinn incontra casualmente nei mercatini di Mos Espa una ragazza twi'lek, nonché serva di Jabba, che informa il maestro Jedi che il suo padrone può fornirgli i crediti necessari per iscrivere lo sguscio del piccolo Anakin alla gara. Qui-Gon si recherà dunque con lei al palazzo dello hutt, ma in realtà questo atto di generosità improvvisa si rivelerà una trappola. Difatti il maestro Jedi dovrà affrontare come prova di sopravvivenza il rancor di proprietà del gangster e sconfiggerlo prima di ottenere i soldi necessari.

#### The Clone Wars(film)
Jabba fa la sua quarta e ultima apparizione cinematografica in Star Wars: The Clone Wars (2008). Nel film d'animazione, egli rimane vittima di un complotto ordito da suo nipote Ziro e dal conte Dooku: suo figlio Rotta viene rapito dall'apprendista di Dooku, Asajj Ventress, e portato su Teth facendo credere a Jabba che sia stata la Repubblica a portarglielo via. Lo hutt si incontra con Obi-Wan Kenobi, intenzionato a negoziare una resa, mentre Anakin Skywalker, accompagnato dalla sua nuova padawan Ahsoka Tano, salva il figlio di Jabba. Lo scopo del rapimento era quello di mettere anche gli hutt contro la Repubblica, in modo da vederla impegnata su due fronti, indebolendosi; invece, in cambio del salvataggio del figlio, Jabba permette alle navi della Repubblica di attraversare lo Spazio Hutt.
Lucas ha rivelato che sarebbe stata possibile un'apparizione di Jabba negli episodi futuri della saga.

### Televisione

#### The Clone Wars(serie televisiva)
Oltre che nel film, Jabba è apparso anche in quattro episodi della serie TV Star Wars: The Clone Wars, di cui i primi tre fanno parte della terza stagione. Il primo è Sfera d'influenza, dove appare insieme al figlio Rotta: Jabba è affrontato dal Barone Papanoida, le cui figlie sono state rapite da uno dei suoi cacciatori di taglie, Greedo; Jabba consente di prendere un campione di sangue di Greedo al fine di dimostrare che è lui è il rapitore, ma la vigliaccheria di Greedo parla per prima. Nell'episodio Piani diabolici, Jabba ingaggia il cacciatore di taglie Cad Bane perché gli porti i progetti della sede del Senato. Quando Bane ritorna con successo, Jabba non solo lo paga, ma lo assume anche per un altro compito: lui e il consiglio degli hutt inviano Bane a liberare suo zio Ziro dal carcere, nonostante egli avesse aiutato a rapire suo figlio. Jabba fa una breve apparizione nell'episodio successivo Caccia a Ziro, in cui lo si vede ridere divertito sentendo della morte di Ziro per mano di Sy Snootles, e la paga per la consegna dell'olo-diario dello zio.
Jabba fa quindi la sua ultima apparizione nella serie nell'episodio della quinta stagione Eminenza, dove lui e il consiglio degli hutt vengono avvicinati da Darth Maul, Savage Opress e Pre Vizsla: Jabba è in forma di ologramma su Nal Hutta quando Maul tenta di negoziare, dichiarando di non avere crediti per pagare gli hutt e minacciando la loro vita se non si uniranno a loro nella Shadow Collective assieme al Sole Nero e al sindacato Pyke; Jabba naturalmente manda i cacciatori di taglie Embo, Sugi, Latts Razzi e Dengar contro i Sith e il mandaloriano, e ciò si traduce in una battaglia nel palazzo dove i signori hutt scappano tranne uno, che viene giustiziato da Savage per non essere stato in grado di fornire tutte le informazioni utili. Lo Shadow Collective poi affronta Jabba nel suo palazzo su Tatooine, e Jabba, divertito dalla persistenza di Maul, accetta l'alleanza. Quando Vizsla e Opress vengono uccisi e Maul viene catturato da Darth Sidious, Jabba decide di abbandonare l'alleanza.

### Legends

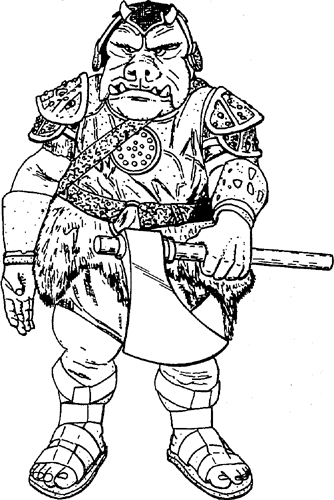
Un gamorreano, una delle guardie del palazzo di Jabba

Con l'acquisizione della Lucasfilm da parte di The Walt Disney Company nel 2012, la maggior parte dei romanzi e fumetti di Guerre stellari prodotti su licenza sono stati inseriti nel marchio Star Wars Legends e dichiarati non canonici al franchise nel mese di aprile del 2014.
Le prime apparizioni di Jabba the Hutt nella letteratura dell'Universo espanso furono negli adattamenti Marvel Comics del film Guerre stellari. In Six Against the Galaxy (1977) di Roy Thomas, What Ever Happened to Jabba the Hut? (1979) e In Mortal Combat (1980), entrambi di Archie Goodwin, Jabba the Hutt (originariamente chiamato Hut) appare come un alto umanoide dal volto simile a quello di un tricheco, con un ciuffo e una divisa luminosa. Il Jabba "ufficiale", infatti, non era stato ancora stabilito, poiché nei film doveva ancora apparire.
In attesa del sequel di Guerre stellari, la Marvel mantenne il fumetto mensile attivo con le proprie storie, una delle quali include Jabba che rintraccia Ian Solo e Chewbecca in un vecchio rifugio che usano per il contrabbando; tuttavia, le circostanze costringono Jabba a rimuovere la taglia su Solo e Chewbecca, consentendo loro di tornare a Tatooine per un'avventura con Luke Skywalker - che è tornato al pianeta al fine di reclutare più piloti per l'Alleanza Ribelle. Nel corso di un'altra avventura, Solo uccide il pirata spaziale Crimson Jack e manda a monte la sua operazione, finanziata da Jabba; Jabba rinnova così la taglia per la testa di Solo, e Ian uccide poi un cacciatore di taglie che gli rivela perché è di nuovo braccato. Lui e Chewbecca tornano quindi dai ribelli.
Gli artisti Marvel basarono Jabba su un personaggio in seguito chiamato Mosep Binneed, un alieno visibile solo brevemente nella scena della cantina di Mos Eisley in Guerre stellari. L'adattamento letterario del film descrive Jabba come "un grande ammasso di muscoli e grasso con un cranio peloso segnato dalle cicatrici", ma non si danno altri dettagli sull'aspetto fisico del personaggio o della sua specie.
I successivi romanzi e fumetti dell'Universo espanso adottano l'immagine del personaggio introdotta ne Il ritorno dello Jedi. Essi inoltre ampliano il suo background prima degli eventi del film: ad esempio il romanzo Zorba the Hutt's Revenge (1992) di Paul e Hollace Davids rivela che il padre di Jabba è un potente signore del crimine chiamato Zorba the Hutt e che Jabba è nato 596 anni prima degli eventi di Guerre stellari, attribuendogli un'età di circa 600 anni al momento della sua morte ne Il ritorno dello Jedi. Il romanzo di Ann C. Crispin The Hutt Gambit (1997) spiega come Jabba the Hutt e Ian Solo diventano soci in affari e ritrae gli eventi che portano all'emissione di una taglia sulla testa di Ian. Altre storie - soprattutto dell'antologia di fumetti Dark Horse Comics di Jim Woodring intitolata Jabba de' Hutt: L'arte del commercio (1998) - dettagliano parimenti l'ascesa di Jabba the Hutt alla testa del clan Desilijic, il suo ruolo nel mondo criminale dell'universo di Guerre stellari e la creazione del suo sindacato del crimine su Tatooine.
Tales from Jabba's Palace (1996), una raccolta di racconti a cura dello scrittore di fantascienza Kevin J. Anderson, ripercorre le vite dei vari servitori di Jabba the Hutt nel suo palazzo e dei loro rapporti con lui durante gli ultimi giorni della sua vita. Le storie rivelano che pochi dei suoi servitori gli sono fedeli e la maggior parte stanno in realtà tramando per assassinarlo: quando Jabba the Hutt viene ucciso ne Il ritorno dello Jedi, i suoi ex cortigiani sopravvissuti si uniscono ai suoi rivali su Tatooine e la sua famiglia, che risiede nel suo pianeta natale Nal Hutta, avanza pretese sul suo palazzo, sui suoi averi e sul suo impero criminale. Il romanzo di Timothy Zahn L'erede dell'Impero (1991) rivela che un contrabbandiere di nome Talon Karrde sostituisce Jabba come "pesce grande nello stagno" e sposta il quartier generale dell'impero criminale dello hutt fuori da Tatooine.

## Nella cultura di massa

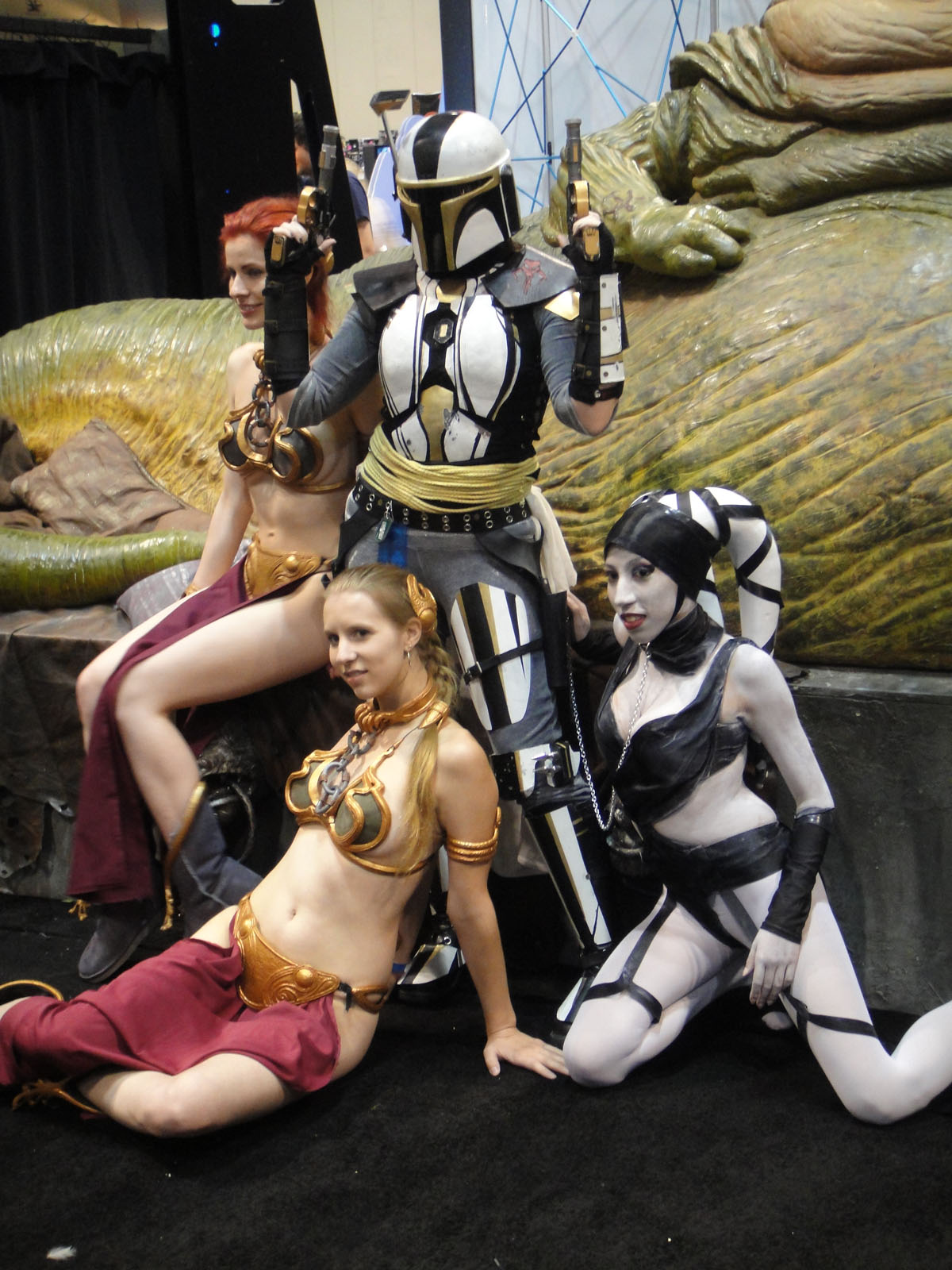
Alcune cosplayer alla Star Wars Celebration V con Jabba the Hutt alle loro spalle

Con la prima uscita nei cinema de Il ritorno dello Jedi nel 1983 e la conseguente campagna di merchandising, Jabba the Hutt divenne un'icona nella cultura popolare mondiale e, in particolar modo, statunitense. Il personaggio è stato oggetto di una serie di action figure, prodotte e distribuite dalla Kenner Products e in seguito dalla Hasbro dal 1983 al 2004. Negli anni novanta Jabba divenne il protagonista di una propria serie a fumetti di quattro numeri, raccolti poi nell'antologia Jabba de' Hutt: L'arte del commercio.
Il National Air and Space Museum dello Smithsonian Institution a Washington includeva studi grafici, bozzetti e figure di Jabba the Hutt nella mostra temporanea Star Wars: The Myth of Magic, che ha chiuso nel 1999. Nel 2008 la rivista Forbes lo ha posto al quinto posto nella classifica dei personaggi di fantasia più ricchi del mondo con un patrimonio di 8,4 miliardi di dollari.
Il ruolo di Jabba nella cultura popolare si estende oltre l'universo di Guerre stellari e i suoi fan. Nella parodia di Mel Brooks Balle spaziali, Jabba the Hutt viene parodiato da "Pizza the Hutt" (nella versione italiana chiamato "Pizza Margherita"), una massa gigantesca e invadente fatta interamente di pizza, il cui nome cita sia Jabba the Hutt sia la catena statunitense di ristoranti Pizza Hut: come Jabba, Pizza the Hutt è un usuraio e un gangster. Il personaggio va incontro alla morte verso la fine del film, quando rimane chiuso nella sua auto e mangia sé stesso fino a morire. In una puntata della serie I Griffin, Peter cerca di rassicurare suo figlio Chris amareggiato del fatto di essere grasso dicendogli che tutta la sua famiglia è stata composta da gente grassa a cominciare dal prozio "Jabba Griffin" (del quale si vede anche l'aspetto, un Jabba con la faccia di Peter). Compare inoltre nell'episodio It's a Trap! basato appunto su Il ritorno dello Jedi dove è interpretato da Joe.

### Jabba the Hutt nei mass media
Fin dall'uscita nei cinema de Il ritorno dello Jedi, il nome "Jabba the Hutt" è diventato sinonimo nei mass media inglesi di aberrante obesità e ingordigia. Il nome è utilizzato frequentemente come espediente letterario per evidenziare i difetti dei personaggi. Al di fuori della letteratura, il nome del personaggio è diventato un termine dispregiativo: dire che qualcuno "assomiglia a Jabba the Hutt" è solitamente interpretato come un insulto riferito al peso e/o all'aspetto della persona. Il termine viene a volte usato dai media per attaccare personaggi famosi: in un episodio della serie televisiva South Park, l'attrice statunitense Sally Struthers viene ritratta nei panni di Jabba the Hutt.
Nel suo libro umoristico The Darma of Star Wars (2005), lo scrittore Matthew Bortolin tenta di mostrare similitudini fra gli insegnamenti buddisti e Guerre stellari. Bortolin sottolinea che, se una persona prende le decisioni che prenderebbe Jabba, questa persona non ha compreso il corretto concetto spirituale del dharma. Il libro di Bortolin rinforza l'idea che il personaggio di Jabba sia sinonimo di negatività:
Un altro utilizzo del termine vede Jabba the Hutt adottato come sinonimo di avarizia e avidità, soprattutto nel mondo economico. Jabba the Hutt è diventato ugualmente un popolare mezzo di caricatura nella politica statunitense: per esempio, gli oppositori del legislatore democratico della California Jackie Goldberg l'hanno rappresentata come il personaggio di Guerre stellari e il Los Angeles Daily News l'ha caricaturata come una grottesca figura in sovrappeso simile a Jabba, mentre il New Times LA ha definito la Goldberg come "un Jabba the Hutt umano che consuma il bene mentre produce il male." Il professore William Ouchi ha utilizzato il termine per descrivere l'inefficiente burocrazia del sistema scolastico pubblico degli Stati Uniti: "Con tutti questi livelli non necessari di grasso organizzativo, i distretti scolastici sono arrivati ad assomigliare a Jabba the Hutt — il capo pirata in Guerre stellari".